# Tirhuta
Le tirhuta ou mithilakshar est un alphasyllabaire brahmique utilisé pour écrire le maïthili depuis le XVe siècle, supplanté par la devanagari depuis le XXe siècle. Il est d’abord utilisé à Janakpur dans la région Mithila au Népal et ses plus anciens exemples se trouvent dans le Janaki Mandir.

## Lettres et signes

### Consonnes

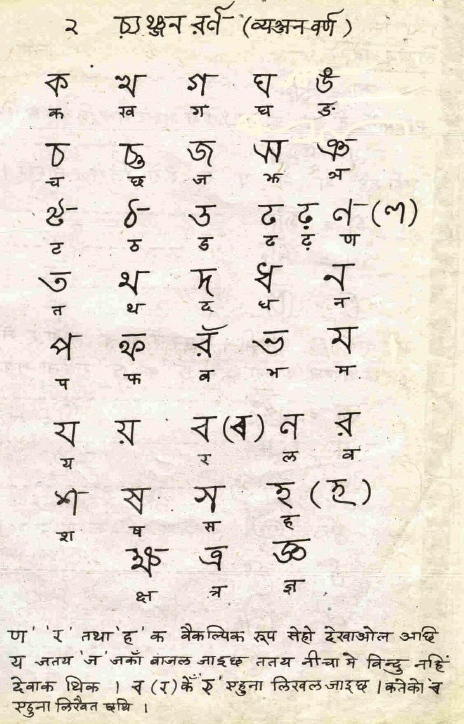
Consonnes tirhuta

| Symbole             | Symbole | Transcription | Transcription |
| Image               | Texte   | IAST          | API           |
| ------------------- | ------- | ------------- | ------------- |
| lettre tirhuta KA   | 𑒏       | ka            | /kа/          |
| Lettre tirhuta KHA  | 𑒐       | kha           | /kʰа/         |
| Lettre tirhuta GA   | 𑒑       | ga            | /gа/          |
| Lettre tirhuta GHA  | 𑒒       | gha           | /gʱа/         |
| Lettre tirhuta NGA  | 𑒓       | ṅa            | /ŋа/          |
| Lettre tirhuta CA   | 𑒔       | ca            | /t͡ʃa/         |
| Lettre tirhuta CHA  | 𑒕       | cha           | /t͡ʃʰa/        |
| Lettre tirhuta JA   | 𑒖       | ja            | /d͡ʒa/         |
| Lettre tirhuta JHA  | 𑒗       | jha           | /d͡ʒʱa/        |
| Lettre tirhuta NYA  | 𑒘       | ña            | /ɲa/          |
| Lettre tirhuta TTA  | 𑒙       | ṭa            | /ʈa/          |
| Lettre tirhuta TTHA | 𑒚       | ṭha           | /ʈʰa/         |
| Lettre tirhuta DDA  | 𑒛       | ḍa            | /ɖa/          |
| Lettre tirhuta DDHA | 𑒜       | ḍha           | /ɖʱa/         |
| Lettre tirhuta NNA  | 𑒝       | ṇa            | /ɳa/          |
| Lettre tirhuta TA   | 𑒞       | ta            | /t̪a/          |
| Lettre tirhuta THA  | 𑒟       | tha           | /t̪ʰa/         |
| Lettre tirhuta DA   | 𑒠       | da            | /d̪a/          |
| Lettre tirhuta DHA  | 𑒡       | dha           | /d̪ʱa/         |
| Lettre tirhuta NA   | 𑒢       | na            | /na/          |
| Lettre tirhuta PA   | 𑒣       | pa            | /pa/          |
| Lettre tirhuta PHA  | 𑒤       | pha           | /pʰa/         |
| Lettre tirhuta BA   | 𑒥       | ba            | /ba/          |
| Lettre tirhuta BHA  | 𑒦       | bha           | /bʱa/         |
| Lettre tirhuta MA   | 𑒧       | ma            | /ma/          |
| Lettre tirhuta YA   | 𑒨       | ya            | /ja/          |
| Lettre tirhuta RA   | 𑒩       | ra            | /ra/          |
| Lettre tirhuta LA   | 𑒪       | la            | /la/          |
| Lettre tirhuta VA   | 𑒫       | va            | /ʋa/          |
| Lettre tirhuta SHA  | 𑒬       | śa            | /ʃa/          |
| Lettre tirhuta SSA  | 𑒭       | ṣa            | /ʂa/          |
| Lettre tirhuta SA   | 𑒮       | sa            | /sa/          |
| Lettre tirhuta HA   | 𑒯       | ha            | /ɦa/          |

### Voyelles
| Indépendant               | Indépendant | Dépendant                  | Dépendant | Transcription | Transcription |
| Image                     | Texte       | Image                      | Texte     | IAST          | API           |
| ------------------------- | ----------- | -------------------------- | --------- | ------------- | ------------- |
| Lettre tirhuta A          | 𑒁           |                            |           | a             | /а/           |
| Lettre tirhuta АА         | 𑒂           | Voyelle tirhuta АА         | 𑒰          | ā             | /а:/          |
| Lettre tirhuta І          | 𑒃           | Voyelle tirhuta І          | 𑒱          | і             | /і/           |
| Lettre tirhuta ІІ         | 𑒄           | Voyelle tirhuta ІІ         | 𑒲          | ī             | /і:/          |
| Lettre tirhuta U          | 𑒅           | Voyelle tirhuta U          | 𑒳          | u             | /u/           |
| Lettre tirhuta UU         | 𑒆           | Voyelle tirhuta UU         | 𑒴          | ū             | /u:/          |
| Lettre tirhuta vocalic R  | 𑒇           | Voyelle tirhuta vocalic R  | 𑒵          | ṛ             | /r̩/           |
| Lettre tirhuta vocalic RR | 𑒈           | Voyelle tirhuta vocalic RR | 𑒶          | ṝ             | /r̩ː/          |
| Lettre tirhuta vocalic L  | 𑒉           | Voyelle tirhuta vocalic L  | 𑒷          | ḷ             | /l̩/           |
| Lettre tirhuta vocalic LL | 𑒊           | Voyelle tirhuta vocalic LL | 𑒸          | ḹ             | /l̩ː/          |
| Lettre tirhuta Е          | 𑒋           | Voyelle tirhuta ЕЕ         | 𑒹          | ē             | /е:/          |
|                           |             | Voyelle tirhuta Е          | 𑒺          | e             | /е/           |
| Lettre tirhuta АІ         | 𑒌           | Voyelle tirhuta АІ         | 𑒻          | аі            | /аі/          |
| Lettre tirhuta О          | 𑒍           | Voyelle tirhuta ОО         | 𑒼          | ō             | /о:/          |
|                           |             | Voyelle tirhuta О          | 𑒽          | о             | /о/           |
| Lettre tirhuta AU         | 𑒎           | Voyelle tirhuta АU         | 𑒾          | au            | /au/          |

### Autres signes
| Image                     | Text | Name         | Notes                                                            |
| ------------------------- | ---- | ------------ | ---------------------------------------------------------------- |
| Signe tirhuta candrabindu | 𑒿     | Chandrabindu | indique la nasalisation de la voyelle                            |
| Signe tirhuta anusvara    | 𑓀     | anusvara     | indique la nasalisation                                          |
| Signe tirhuta visarga     | 𑓁     | visarga      | indique le son [h], allophone de [r] et [s] à la fin d’un énoncé |
| Signe tirhuta virama      | 𑓂     | virama       | supprime la voyelle inhérente                                    |
| Signe tirhuta nukta       | 𑓃     | nukta        | signe modifiant la valeur de la consonne                         |
| Signe tirhuta avagraha    | 𑓄    | avagraha     | indique l’élision du [ə]                                         |
| Signe tirhuta gvang       | 𑓅    | gvang        | indique la nasalisation                                          |

### Chiffres
Le tirhuta utilise ses propres chiffres décimaux en notation positionnelle.
| Image | Chiffre tirhuta 0 | Chiffre tirhuta 1 | Chiffre tirhuta 2 | Chiffre tirhuta 3 | Chiffre tirhuta 4 | Chiffre tirhuta 5 | Chiffre tirhuta 6 | Chiffre tirhuta 7 | Chiffre tirhuta 8 | Chiffre tirhuta 9 |
| Text  | 𑓐                 | 𑓑                 | 𑓒                 | 𑓓                 | 𑓔                 | 𑓕                 | 𑓖                 | 𑓗                 | 𑓘                 | 𑓙                 |
| Digit | 0                 | 1                 | 2                 | 3                 | 4                 | 5                 | 6                 | 7                 | 8                 | 9                 |

## Représentation informatique
La plage de caractères Unicode prévue pour le tirhuta s'étend de U+11480 à U+114DF.
| en fr   | 0 | 1 | 2 | 3 | 4 | 5 | 6 | 7 | 8 | 9 | A | B | C | D | E | F |
| U+11480 | 𑒀 | 𑒁 | 𑒂 | 𑒃 | 𑒄 | 𑒅 | 𑒆 | 𑒇 | 𑒈 | 𑒉 | 𑒊 | 𑒋 | 𑒌 | 𑒍 | 𑒎 | 𑒏 |
| U+11490 | 𑒐 | 𑒑 | 𑒒 | 𑒓 | 𑒔 | 𑒕 | 𑒖 | 𑒗 | 𑒘 | 𑒙 | 𑒚 | 𑒛 | 𑒜 | 𑒝 | 𑒞 | 𑒟 |
| U+114A0 | 𑒠 | 𑒡 | 𑒢 | 𑒣 | 𑒤 | 𑒥 | 𑒦 | 𑒧 | 𑒨 | 𑒩 | 𑒪 | 𑒫 | 𑒬 | 𑒭 | 𑒮 | 𑒯 |
| U+114B0 | 𑒰  | 𑒱  | 𑒲  | 𑒳  | 𑒴  | 𑒵  | 𑒶  | 𑒷  | 𑒸  | 𑒹  | 𑒺  | 𑒻  | 𑒼  | 𑒽  | 𑒾  | 𑒿  |
| ------- | - | - | - | - | - | - | - | - | - | - | - | - | - | - | - | - |
| U+114C0 | 𑓀  | 𑓁  | 𑓂  | 𑓃  | 𑓄 | 𑓅 | 𑓆 | 𑓇 |   |   |   |   |   |   |   |   |
| U+114D0 | 𑓐 | 𑓑 | 𑓒 | 𑓓 | 𑓔 | 𑓕 | 𑓖 | 𑓗 | 𑓘 | 𑓙 |   |   |   |   |   |   |

Voir aussi : Table des caractères Unicode/U11480
Le code ISO 15924 du tirhuta est Tirh.